# 106545 Colanduno
106545 Colanduno este un asteroid din centura principală de asteroizi.

## Descriere
106545 Colanduno este un asteroid din centura principală de asteroizi. A fost descoperit pe 28 noiembrie 2000 la Junk Bond Observatory de Jeffrey S. Medkeff. Asteroidul prezintă o orbită caracterizată de o semiaxă mare de 3,04 ua, o excentricitate de 0,09 și o înclinație de 0,6° în raport cu ecliptica.